# كاثرين وارن
كاثرين وارن (بالإنجليزية: Katherine Warren)‏ هي ممثلة أمريكية، ولدت في 12 يوليو 1905 في ديترويت في الولايات المتحدة، وتوفيت في 17 يوليو 1965 في لوس أنجلوس في الولايات المتحدة.

## أعمال

### أفلام
- (1950) كل رجال الملك
- (1954) فتاة الريف
- (1954) قصة جلين ميلر

## وصلات خارجية
- كاثرين وارن على موقع IMDb (الإنجليزية)
- كاثرين وارن على موقع قاعدة بيانات برودواي على الإنترنت (الإنجليزية)
- كاثرين وارن على موقع قاعدة بيانات برودواي على الإنترنت (الإنجليزية)
- كاثرين وارن على موقع قاعدة بيانات الفيلم (الإنجليزية)